# 代蒙
代蒙是希腊神话中的一种介于神与人之间的精灵或妖魔。它们与神祇的区别在于精灵并不具有人的外貌，而是一种善恶并存的超自然存在。在罗马神话中，代蒙称为格尼烏斯（Genius）。

## 特征
代蒙无处不在，伴随着人的一生。古希腊人把许多不能理解的破坏性的自然现象归罪于代蒙的恶作剧，比如水灾、火灾、旱灾、雪崩、山体滑坡、泥石流、地震、龙卷风、暴风雨、涨潮、瘟疫等等。荷马认为，代蒙对人是无益也是无害的，分为正邪两种，既有专门保护人的，也有专门害人的，有时也会被视为敌视人类的存在，它们使人发疯，使人变成瞎子或聋子。
根据古希腊唯心主义哲学派的解释，人一生下来一直到死亡都有代蒙伴随并支配他的一切行动。
自从奥林匹斯神系教派被后来的宗教排挤之后，对代蒙的信仰还保持了很长一段时间。后来基督教则把一切异教神灵统称为代蒙。代蒙一词与恶魔（Demon、Devil-mon）的意思基本相同。